# Three Mile Bay
Three Mile Bay es un área no incorporada (o conocidas como aldea) ubicada en el condado de Jefferson en el estado estadounidense de Nueva York. Three Mile Bay se encuentra ubicada a lado de la Ruta Estatal 12A cerca del pueblo de Lyme.

## Geografía
Three Mile Bay se encuentra ubicada en las coordenadas 44°4′53″N 76°11′56″O / 44.08139, -76.19889.